# بهو معمد

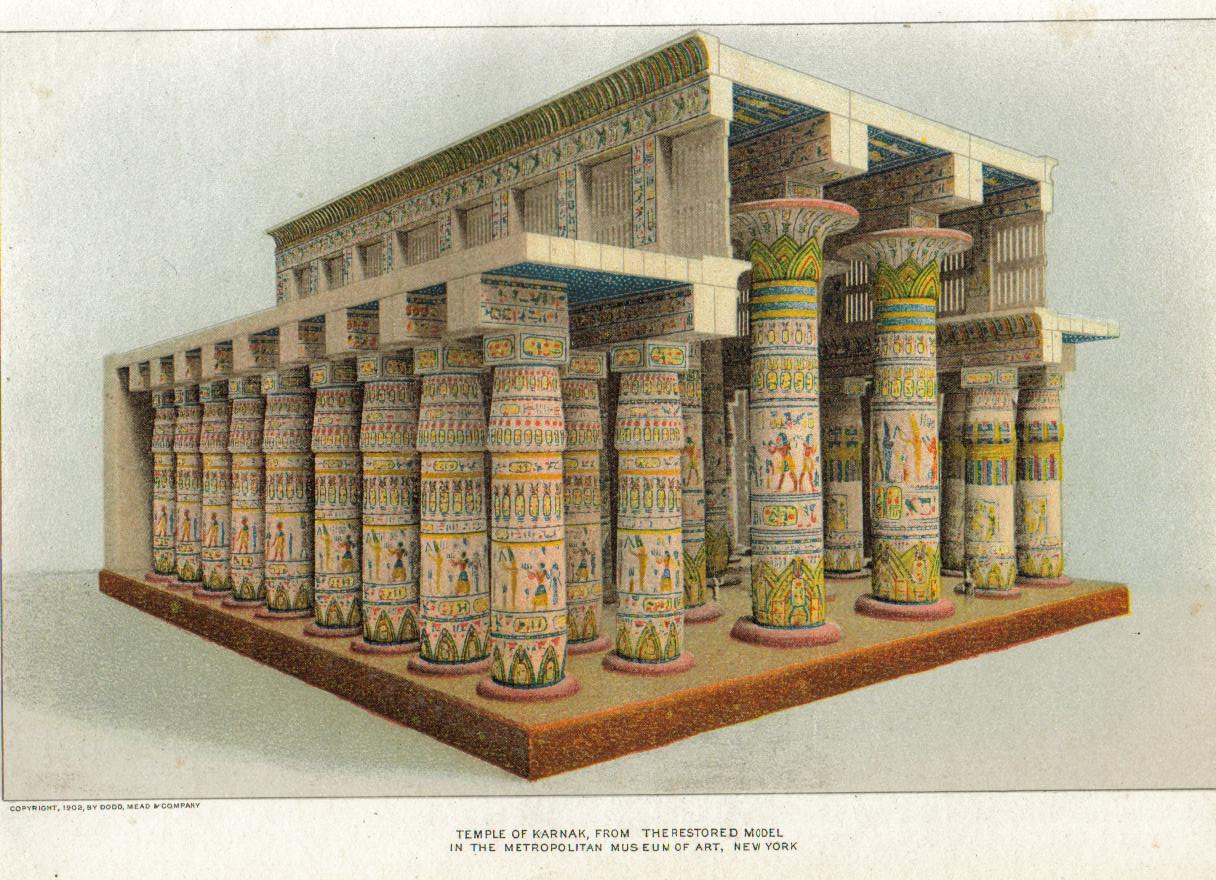
بهو الأعمدة

البهو المعمد (Hypostyle), في العمارة ،هو المساحة الداخلية التي سقفها يرتكز على دعامات أو أعمدة. الكلمة Hypostyle تعني حرفيا «تحت أعمدة».
بهو المعمد هي تقنية إنشائية تسمح ببناء مساحات كبيرة كما في المعابد والقصور والمباني العامة , دون الحاجة إلى أقواس. هذة التقنية كانت تُستخدم على نطاق واسع في مصر القديمة حيث - معبد آمون في الكرنك يقدم مثالا جيدا ، وأيضاً في بلاد فارس ، حيث أطلال بيرسيبولي هو مثال استثنائي لبناء بهو الأعمدة.